# Lijst van afleveringen van Law & Order

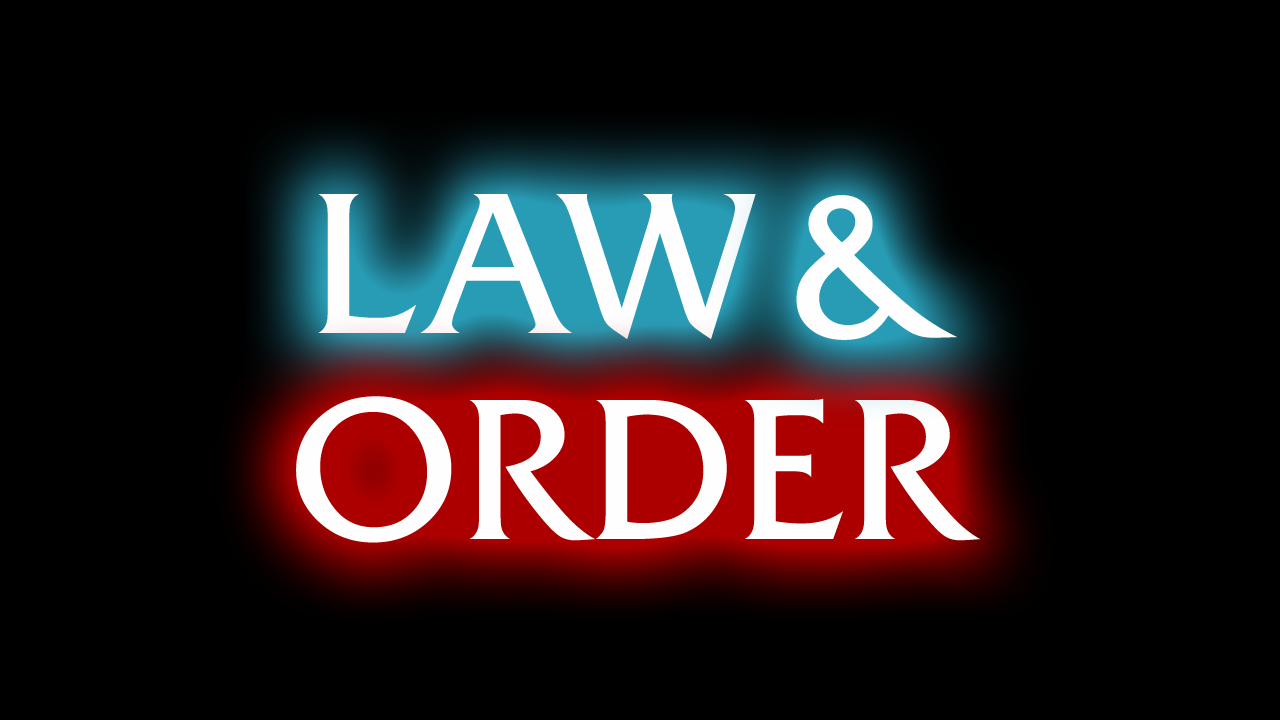
Logo van Law & Order

De lijst van afleveringen van Law & Order geeft een lijst weer van de afleveringen die gemaakt zijn van de televisieserie Law & Order.

## Seizoen 1 (1990-1991)
- De zesde aflevering Everybody's Favorite Bagman was eigenlijk de pilotaflevering gemaakt in 1988 door CBS, maar toen CBS de televisieserie stopzette nam NBC het over en besloot toen om aflevering Prescription for Death als pilotaflevering uit te zenden in 1990. Toen de televisieserie begon op televisie waren er al dertien afleveringen opgenomen, dit dankzij de wisseling van televisiezenders.
- Als hoofdrechercheur begon George Dzundza als Max Greevey en vervulde deze rol voor één seizoen.
- Actrice S. Epatha Merkerson speelde in de aflevering Mushrooms de rol van Denise Winters om twee seizoenen later de rol van hoofd van de recherche Anita Van Buren te spelen voor zeventien seizoenen.

| nr. in serie | nr. in seizoen | Titel                            | Regisseur       | Schrijver(s)                           | Uitzenddatum      |
| ------------ | -------------- | -------------------------------- | --------------- | -------------------------------------- | ----------------- |
| 1            | 1              | Prescription for Death           | John Whitesell  | David Black & Ed Zuckerman             | 13 september 1990 |
| 2            | 2              | Subterranean Homeboy Blues       | E.W. Swackhamer | Robert Palm                            | 20 september 1990 |
| 3            | 3              | The Reaper's Helper              | Vern Gillum     | Thomas Francis McElroy                 | 4 oktober 1990    |
| 4            | 4              | Kiss the Girls and Make Them Die | Charles Correll | Dick Wolf                              | 11 oktober 1990   |
| 5            | 5              | Happily Ever After               | Vern Gillum     | Dick Wolf & David Black                | 23 oktober 1990   |
| 6            | 6              | Everybody's Favorite Bagman      | John Patterson  | Dick Wolf                              | 30 oktober 1990   |
| 7            | 7              | By Hooker, By Crook              | Martin Davidson | David Black                            | 13 november 1990  |
| 8            | 8              | Poison Ivy                       | E.W. Swackhamer | Jack Richardson & Jacob Brackman       | 20 november 1990  |
| 9            | 9              | Indifference                     | James Quinn     | Robert Palm                            | 27 november 1990  |
| 10           | 10             | Prisoner of Love                 | Michael Fresco  | David Black & Robert Nathan            | 4 december 1990   |
| 11           | 11             | Out of the Half-Light            | E.W. Swackhamer | Michael Duggan                         | 11 december 1990  |
| 12           | 12             | Life Choice                      | Aaron Lipstadt  | Dick Wolf                              | 8 januari 1991    |
| 13           | 13             | A Death in the Family            | Gwen Arner      | Joe Viola                              | 15 januari 1991   |
| 14           | 14             | The Violence of Summer           | Don Scardino    | Michael Duggan                         | 5 februari 1991   |
| 15           | 15             | The Torrents of Greed (deel 1)   | E.W. Swackhamer | Michael Duggan & Michael S. Chernuchin | 12 februari 1991  |
| 16           | 16             | The Torrents of Greed (deel 2)   | E.W. Swackhamer | Michael Duggan & Michael S. Chernuchin | 19 februari 1991  |
| 17           | 17             | Mushrooms                        | Daniel Sackheim | Robert Palm                            | 26 februari 1991  |
| 18           | 18             | The Secret Sharers               | E.W. Swackhamer | Robert Nathan                          | 12 maart 1991     |
| 19           | 19             | The Serpent's Tooth              | Don Scardino    | I.C. Rapoport & Joshua Stern           | 19 maart 1991     |
| 20           | 20             | The Troubles                     | John Whitesell  | Dick Wolf & Robert Palm                | 26 maart 1991     |
| 21           | 21             | Sonata for a Solo Organ          | Fred Gerber     | Joe Morgenstern & Michael Duggan       | 2 april 1991      |
| 22           | 22             | The Blue Wall                    | Vern Gillum     | Dick Wolf & Robert Nathan              | 9 juni 1991       |

## Seizoen 2 (1991-1992)
- Als hoofdrechercheur komt Paul Sorvino als Phil Cerreta in de televisieserie en neemt de rol over van George Dzundza.
- In de zesde aflevering The Wages of Love speelde Jerry Orbach een gastrol als advocaat. Deze Jerry Orbach speelde in seizoen drie tot en met veertien de rol van hoofdrechercheur Lennie Briscoe.

| nr. in serie | nr. in seizoen | Titel                   | Regisseur                | Schrijver(s)                               | Uitzenddatum      |
| ------------ | -------------- | ----------------------- | ------------------------ | ------------------------------------------ | ----------------- |
| 23           | 1              | Confession              | Fred Gerber              | Michael Duggan & Robert Palm               | 17 september 1991 |
| 24           | 2              | The Wages of Love       | Ed Sherin                | Robert Nathan & Ed Zuckerman               | 24 september 1991 |
| 25           | 3              | Aria                    | Don Scardino             | Michael S. Chernuchin                      | 1 oktober 1991    |
| 26           | 4              | Asylum                  | Kristoffer Siegel-Tabori | Robert Palm                                | 8 oktober 1991    |
| 27           | 5              | God Bless the Child     | E.W. Swackhamer          | David Black & Robert Nathan                | 22 oktober 1991   |
| 28           | 6              | Misconception           | Daniel Sackheim          | Michael Duggan & Michael S. Chernuchin     | 29 oktober 1991   |
| 29           | 7              | In Memory Of            | Ed Sherin                | David Black & Siobhan Byrne                | 5 november 1991   |
| 30           | 8              | Out of Control          | John Whitesell           | David Black & Robert Nathan                | 12 november 1991  |
| 31           | 9              | Renunciation            | Gwen Arner               | Michael S. Chernuchin & Joe Morgenstern    | 19 november 1991  |
| 32           | 10             | Heaven                  | Ed Sherin                | Robert Palm                                | 26 november 1991  |
| 33           | 11             | His Hour Upon the Stage | Steve Cohen              | Robert Nathan & Giles Blunt                | 10 december 1991  |
| 34           | 12             | Star Struck             | Ed Sherin                | David Black & Alan Gelb                    | 7 januari 1992    |
| 35           | 13             | Severance               | James Frawley            | Michael Duggan & William N. Fordes         | 14 januari 1992   |
| 36           | 14             | Blood Is Thicker...     | Peter Levin              | Robert Nathan & Ed Zuckerman               | 4 februari 1992   |
| 37           | 15             | Trust                   | Daniel Sackheim          | Michael Duggan & René Balcer               | 11 februari 1992  |
| 38           | 16             | Vengeance               | Daniel Sackheim          | Peter S. Greenberg & Michael S. Chernuchin | 18 februari 1992  |
| 39           | 17             | Sisters of Mercy        | Fred Gerber              | Robert Palm & René Balcer                  | 3 maart 1992      |
| 40           | 18             | Cradle to Grave         | James Frawley            | Robert Nathan & Sally Nemeth               | 31 maart 1992     |
| 41           | 19             | The Fertile Fields      | Ed Sherin                | Michael S. Chernuchin & René Balcer        | 7 april 1992      |
| 42           | 20             | Intolerance             | Steven Robman            | Robert Nathan & Sally Nemeth               | 14 april 1992     |
| 43           | 21             | Silence                 | Ed Sherin                | René Balcer & Michael Duggan               | 28 april 1992     |
| 44           | 22             | The Working Stiff       | Daniel Sackheim          | William N. Fordes & Robert Palm            | 14 mei 1992       |

## Seizoen 3 (1992-1993)
- In de aflevering Point of View verlaat Paul Sorvino als hoofdrechercheur Phil Cerreta de televisieserie om opgevolgd te worden door Jerry Orbach als Lennie Briscoe.
- De laatste aflevering is het afscheid van Dann Florek als Don Cragen en Richard Brooks als Paul Robinette. Beide keren nog een enkele keer terug met een gastrol. Dann Florek keert later wel terug als hoofd van de recherche in de televisieserie Law & Order: Special Victims Unit.

| nr. in serie | nr. in seizoen | Titel              | Regisseur        | Schrijver(s)                                | Uitzenddatum      |
| ------------ | -------------- | ------------------ | ---------------- | ------------------------------------------- | ----------------- |
| 45           | 1              | Skin Deep          | Daniel Sackheim  | Robert Nathan & Gordon Rayfield             | 23 september 1992 |
| 46           | 2              | Conspiracy         | Ed Sherin        | Michael S. Chernuchin & René Balcer         | 30 september 1992 |
| 47           | 3              | Forgiveness        | Bill D'Elia      | Robert Nathan & Ed Zuckerman                | 7 oktober 1992    |
| 48           | 4              | The Corporate Veil | Don Scardino     | Michael S. Chernuchin & Joe Morgenstern     | 14 oktober 1992   |
| 49           | 5              | Wedded Bliss       | Vern Gillum      | Robert Nathan & Edward Pomerantz            | 21 oktober 1992   |
| 50           | 6              | Helpless           | James Frawley    | Michael S. Chernuchin & Christine Roum      | 4 november 1992   |
| 51           | 7              | Self-Defense       | Ed Sherin        | René Balcer & Hall Powell                   | 11 november 1992  |
| 52           | 8              | Prince of Darkness | Gilbert Shilton  | Robert Nathan & William N. Fordes           | 18 november 1992  |
| 53           | 9              | Point of View      | Gilbert Moses    | Walon Green & René Balcer                   | 25 november 1992  |
| 54           | 10             | Consultation       | James Hayman     | Matt Kiene & Joe Reinkemeyer                | 9 december 1992   |
| 55           | 11             | Extended Family    | Charles Correll  | Wendell Rawls                               | 6 januari 1993    |
| 56           | 12             | Right to Counsel   | James Frawley    | Michael S. Chernuchin & Barry M. Schkolnick | 13 januari 1993   |
| 57           | 13             | Night and Fog      | Ed Sherin        | Michael S. Chernuchin & René Balcer         | 3 februari 1993   |
| 58           | 14             | Promises to Keep   | Ed Sherin        | William N. Fordes & Douglas Stark           | 10 februari 1993  |
| 59           | 15             | Mother Love        | Daniel Sackheim  | Walon Green & Robert Nathan                 | 24 februari 1993  |
| 60           | 16             | Jurisdiction       | Bruce Seth Green | Walon Green & René Balcer                   | 3 maart 1993      |
| 61           | 17             | Conduct Unbecoming | Arthur W. Forney | Walon Green & Peter S. Greenberg            | 10 maart 1993     |
| 62           | 18             | Animal Instinct    | Ed Sherin        | Michael S. Chernuchin & Sibyl Gardner       | 17 maart 1993     |
| 63           | 19             | Virus              | Steven Robman    | Michael S. Chernuchin & René Balcer         | 21 april 1993     |
| 64           | 20             | Securitate         | James Hayman     | Matt Kiene & Joe Reinkemeyer                | 5 mei 1993        |
| 65           | 21             | Manhood            | Ed Sherin        | Walon Green & Robert Nathan                 | 12 mei 1993       |
| 66           | 22             | Benevolence        | Ed Sherin        | Douglas Palau                               | 19 mei 1993       |

## Seizoen 4 (1993-1994)
- In de eerste aflevering maken wij kennis met een nieuw hoofd recherche Anita Van Buren, deze wordt gespeeld door S. Epatha Merkerson. Tevens maken wij kennis met Jill Hennessy die de rol van hulpofficier van justitie Claire Kincaid vervult.
- Dit is het laatste seizoen van Michael Moriarty als eerste hulpofficier van justitie Ben Stone.

| nr. in serie | nr. in seizoen | Titel                    | Regisseur          | Schrijver(s)                              | Uitzenddatum      |
| ------------ | -------------- | ------------------------ | ------------------ | ----------------------------------------- | ----------------- |
| 67           | 1              | Sweeps                   | James Frawley      | Craig McNeer & Robert Nathan              | 15 september 1993 |
| 68           | 2              | Volunteers               | James Quinn        | René Balcer                               | 29 september 1993 |
| 69           | 3              | Discord                  | Ed Sherin          | Michael S. Chernuchin                     | 6 oktober 1993    |
| 70           | 4              | Profile                  | E.W. Swackhamer    | Gordon Rayfield                           | 13 oktober 1993   |
| 71           | 5              | Black Tie                | Arthur W. Forney   | Walon Green & Michael S. Chernuchin       | 20 oktober 1993   |
| 72           | 6              | Pride and Joy            | Gilbert Shilton    | Edward Pomerantz & Robert Nathan          | 27 oktober 1993   |
| 73           | 7              | Apocrypha                | Gabrielle Beaumont | Michael S. Chernuchin                     | 3 november 1993   |
| 74           | 8              | American Dream           | Constantine Makris | Sibyl Gardner                             | 9 november 1993   |
| 75           | 9              | Born Bad                 | Fred Gerber        | Michael S. Chernuchin & Sally Nemeth      | 16 november 1993  |
| 76           | 10             | The Pursuit of Happiness | Dann Florek        | Morgan Gendel & Robert Nathan             | 1 december 1993   |
| 77           | 11             | Golden Years             | Helaine Head       | Doug Palau                                | 5 januari 1994    |
| 78           | 12             | Snatched                 | Constantine Makris | Walon Green & René Balcer                 | 12 januari 1994   |
| 79           | 13             | Breeder                  | Arthur W. Forney   | Michael S. Chernuchin & René Balcer       | 10 januari 1994   |
| 80           | 14             | Censure                  | Ed Sherin          | William N. Fordes                         | 2 februari 1994   |
| 81           | 15             | Kids                     | Don Scardino       | Michael Harbert & Robert Nathan           | 9 februari 1994   |
| 82           | 16             | Big Bang                 | Dann Florek        | Ed Zuckerman                              | 2 maart 1994      |
| 83           | 17             | Mayhem                   | James Quinn        | Michael S. Chernuchin & Walon Green       | 9 maart 1994      |
| 84           | 18             | Wager                    | Ed Sherin          | Michael S. Chernuchin & Harvey Solomon    | 30 maart 1994     |
| 85           | 19             | Sanctuary                | Arthur W. Forney   | Michael S. Chernuchin & William N. Fordes | 13 april 1994     |
| 86           | 20             | Nurture                  | Jace Alexander     | Paris Qualles & Ed Zuckerman              | 4 mei 1994        |
| 87           | 21             | Doubles                  | Ed Sherin          | Michael S. Chernuchin & René Balcer       | 18 mei 1994       |
| 88           | 22             | Old Friends              | James Quinn        | Robert Nathan & Joshua Stern              | 25 mei 1994       |

## Seizoen 5 (1994-1995)
- In de eerste aflevering maken wij kennis met de nieuwe eerste hulpofficier van justitie Jack McCoy die gespeeld wordt door Sam Waterston.
- Dit is het laatste seizoen van Chris Noth als rechercheur Mike Logan. Wij zien Chris Noth terug als rechercheur in de televisieserie Law & Order: Criminal Intent van 2005 tot en met 2008.

| nr. in serie | nr. in seizoen | Titel             | Regisseur           | Schrijver(s)                                | Uitzenddatum      |
| ------------ | -------------- | ----------------- | ------------------- | ------------------------------------------- | ----------------- |
| 89           | 1              | Second Opinion    | Ed Sherin           | Michael S. Chernuchin & Jeremy R. Littman   | 21 september 1994 |
| 90           | 2              | Coma              | Jace Alexander      | Ed Zuckerman                                | 28 september 1994 |
| 91           | 3              | Blue Bamboo       | Don Scardino        | René Balcer & Hall Powell                   | 5 oktober 1994    |
| 92           | 4              | Family Values     | Constantine Makris  | René Balcer & William N. Fordes             | 12 oktober 1994   |
| 93           | 5              | White Rabbit      | Steven Robman       | Ed Zuckerman & Morgan Gendel                | 19 oktober 1994   |
| 94           | 6              | Competence        | Fred Gerber         | Michael S. Chernuchin & Mark B. Perry       | 2 november 1994   |
| 95           | 7              | Precious          | Constantine Makris  | René Balcer & I.C. Rapoport                 | 9 november 1994   |
| 96           | 8              | Virtue            | Martha Mitchell     | Mark B. Perry & Jeremy R. Littman           | 23 november 1994  |
| 97           | 9              | Scoundrels        | Marc Laub           | Ed Zuckerman & Charles C. Mann              | 30 november 1994  |
| 98           | 10             | House Counsel     | James Quinn         | Michael S. Chernuchin & Barry M. Schkolnick | 4 januari 1995    |
| 99           | 11             | Guardian          | Christopher Misiano | René Balcer & Brad Markowitz                | 11 januari 1995   |
| 100          | 12             | Progeny           | Don Scardino        | Morgan Gendel & Mark B. Perry               | 25 januari 1995   |
| 101          | 13             | Rage              | Arthur W. Forney    | Michael S. Chernuchin                       | 1 februari 1995   |
| 102          | 14             | Performance       | Martha Mitchell     | René Balcer & Jeremy R. Littman             | 8 februari 1995   |
| 103          | 15             | Seed              | Don Scardino        | Michael S. Chernuchin & Janis Diamond       | 15 februari 1995  |
| 104          | 16             | Wannabe           | Lewis H. Gould      | René Balcer & I.C. Rapoport                 | 15 maart 1995     |
| 105          | 17             | Act of God        | Constantine Makris  | Ed Zuckerman & Walter Dallenbach            | 22 maart 1995     |
| 106          | 18             | Privileged        | Vincent Misiano     | Michael S. Chernuchin & Harvey Solomon      | 30 maart 1994     |
| 107          | 19             | Sanctuary         | Arthur W. Forney    | Jeremy R. Littman & Suzanne O'Malley        | 5 april 1995      |
| 108          | 20             | Cruel and Unusual | Matthew Penn        | René Balcer & Michael S. Chernuchin         | 19 april 1995     |
| 109          | 21             | Purple Heart      | Arthur W. Forney    | Morgan Gendel & William N. Fordes           | 3 mei 1995        |
| 110          | 22             | Switch            | Christopher Misiano | Jeremy R. Littman & Sibyl Gardner           | 17 mei 1995       |
| 111          | 23             | Pride             | Ed Sherin           | Ed Zuckerman & Gene Ritchings               | 24 mei 1995       |

## Seizoen 6 (1995-1996)
- In de eerste aflevering maken wij kennis met de nieuwe rechercheur Rey Curtis die gespeeld wordt door Benjamin Bratt.
- In de laatste aflevering nemen wij afscheid van Jill Hennessy als hulpofficier van justitie Claire Kincaid die om het leven komt bij een auto-ongeluk.

| nr. in serie | nr. in seizoen | Titel          | Regisseur           | Schrijver(s)                                                | Uitzenddatum      |
| ------------ | -------------- | -------------- | ------------------- | ----------------------------------------------------------- | ----------------- |
| 112          | 1              | Bitter Fruit   | Constantine Makris  | René Balcer & Jeremy R. Littman                             | 20 september 1995 |
| 113          | 2              | Rebels         | Ed Sherin           | Suzanne O'Malley                                            | 27 september 1995 |
| 114          | 3              | Savages        | Jace Alexander      | Morgan Gendel & Barry M. Schkolnick & Michael S. Chernuchin | 18 oktober 1995   |
| 115          | 4              | Jeopardy       | Christopher Misiano | René Balcer & Jeremy R. Littman                             | 1 november 1995   |
| 116          | 5              | Hot Pursuit    | Lewis H. Gould      | Ed Zuckerman & Morgan Gendel                                | 8 november 1995   |
| 117          | 6              | Paranoia       | Fred Gerber         | Michael S. Chernuchin                                       | 15 november 1995  |
| 118          | 7              | Humiliation    | Matthew Penn        | Michael S. Chernuchin & Barry M. Schkolnick                 | 22 november 1995  |
| 119          | 8              | Angel          | Arthur W. Forney    | Michael S. Chernuchin & Janis Diamond                       | 29 november 1995  |
| 120          | 9              | Blood Libel    | Constantine Makris  | René Balcer & I.C. Rapoport                                 | 3 januari 1996    |
| 121          | 10             | Remand         | Jace Alexander      | René Balcer & Elaine Loeser                                 | 10 januari 1996   |
| 122          | 11             | Corpus Delicti | Christopher Misiano | Ed Zuckerman & Barry M. Schkolnick                          | 17 januari 1996   |
| 123          | 12             | Trophy         | Martha Mitchell     | Jeremy R. Littman & Ed Zuckerman                            | 31 januari 1996   |
| 124          | 13             | Charm City     | Ed Sherin           | Michael S. Chernuchin & Jorge Zamacona                      | 2 februari 1996   |
| 125          | 14             | Custody        | Constantine Makris  | René Balcer & Morgan Gendel                                 | 21 februari 1996  |
| 126          | 15             | Encore         | Matthew Penn        | Ed Zuckerman & Jeremy R. Littman                            | 28 februari 1996  |
| 127          | 16             | Savior         | David Platt         | Michael S. Chernuchin & Barry M. Schkolnick                 | 13 maart 1996     |
| 128          | 17             | Deceit         | Vincent Misiano     | René Balcer & Eddie Feldmann                                | 27 maart 1996     |
| 129          | 18             | Atonement      | Martha Mitchell     | Ed Zuckerman & Morgan Gendel                                | 10 april 1996     |
| 130          | 19             | Slave          | Jace Alexander      | René Balcer & Elaine Loeser                                 | 21 april 1996     |
| 131          | 20             | Girlfriends    | Christopher Misiano | Ed Zuckerman & Jeremy R. Littman                            | 1 mei 1996        |
| 132          | 21             | Pro Se         | Lewis H. Gould      | René Balcer & I.C. Rapoport                                 | 8 mei 1996        |
| 133          | 22             | Homesick       | Matthew Penn        | Michael S. Chernuchin & Barry M. Schkolnick                 | 15 mei 1996       |
| 134          | 23             | Aftershock     | Martha Mitchell     | Michael S. Chernuchin & Janis Diamond                       | 22 mei 1996       |

## Seizoen 7 (1996-1997)
- In de eerste aflevering maken wij kennis met de nieuwe hulpofficier van justitie Jamie Ross die gespeeld wordt door Carey Lowell.

| nr. in serie | nr. in seizoen | Titel           | Regisseur            | Schrijver(s)                               | Uitzenddatum      |
| ------------ | -------------- | --------------- | -------------------- | ------------------------------------------ | ----------------- |
| 135          | 1              | Causa Mortis    | Ed Sherin            | René Balcer                                | 18 september 1996 |
| 136          | 2              | I.D.            | Constantine Makris   | Ed Zuckerman                               | 25 september 1996 |
| 137          | 3              | Good Girl       | Jace Alexander       | Jeremy R. Littman                          | 7 oktober 1996    |
| 138          | 4              | Survivor        | Vincent Misiano      | Barry M. Schkolnick                        | 23 oktober 1996   |
| 139          | 5              | Corruption      | Matthew Penn         | René Balcer & Gardner Stern                | 30 oktober 1996   |
| 140          | 6              | Double Blind    | Christopher Misiano  | Jeremy R. Littman & William N. Fordes      | 6 november 1996   |
| 141          | 7              | Deadbeat        | Constantine Makris   | Ed Zuckerman & I.C. Rapoport               | 13 november 1996  |
| 142          | 8              | Family Business | Lewis H. Gould       | Gardner Stern & Barry M. Schkolnick        | 20 november 1996  |
| 143          | 9              | Entrapment      | Matthew Penn         | René Balcer & Richard Sweren               | 8 januari 1997    |
| 144          | 10             | Legacy          | Brian Mertes         | Ed Zuckerman & Jeremy R. Littman           | 15 januari 1997   |
| 145          | 11             | Menace          | Constantine Makris   | Barry M. Schkolnick & I.C. Rapoport        | 5 februari 1997   |
| 146          | 12             | Barter          | Dan Karlok           | René Balcer & Eddie Feldmann               | 12 februari 1997  |
| 147          | 13             | Matrimony       | Lewis H. Gould       | Ed Zuckerman & Richard Sweren              | 19 februari 1997  |
| 148          | 14             | Working Mom     | Jace Alexander       | Jeremy R. Littman & I.C. Rapoport          | 26 februari 1997  |
| 149          | 15             | D-Girl          | Ed Sherin            | René Balcer & Ed Zuckerman & Gardner Stern | 13 maart 1997     |
| 150          | 16             | Turnaround      | Ed Sherin            | René Balcer & Ed Zuckerman & Gardner Stern | 20 maart 1997     |
| 151          | 17             | Showtime        | Ed Sherin            | René Balcer & Ed Zuckerman & Gardner Stern | 27 maart 1997     |
| 152          | 18             | Mad Dog         | Christopher Misiano  | René Balcer                                | 2 april 1997      |
| 153          | 19             | Double Down     | Arthur W. Forney     | Richard Sweren & Shimon Wincelberg         | 16 april 1997     |
| 154          | 20             | We Like Mike    | David Platt          | Gardner Stern & I.C. Rapoport              | 30 april 1997     |
| 155          | 21             | Passion         | Constantine Makris   | Barry M. Schkolnick & Richard Sweren       | 7 mei 1997        |
| 156          | 22             | Past Imperfect  | Christopher Misiano  | Janis Diamond                              | 14 mei 1997       |
| 157          | 23             | Terminal        | MaConstantine Makris | René Balcer & Ed Zuckerman                 | 21 mei 1997       |

## Seizoen 8 (1997-1998)
- Dit is het eerste seizoen waar geen veranderingen zijn in de acteurs vergeleken met het vorige seizoen.
- Dit is het laatste seizoen van Carey Lowell als hulpofficier van justitie Jamie Ross. Zij komt nog wel een enkele keer terug voor een gastrol.

| nr. in serie | nr. in seizoen | Titel               | Regisseur           | Schrijver(s)                       | Uitzenddatum      |
| ------------ | -------------- | ------------------- | ------------------- | ---------------------------------- | ----------------- |
| 158          | 1              | Thrill              | Martha Mitchell     | René Balcer                        | 24 september 1997 |
| 159          | 2              | Denial              | Christopher Misiano | David Shore & René Balcer          | 8 oktober 1997    |
| 160          | 3              | Navy Blues          | Jace Alexander      | Dick Wolf & Kathy McCormick        | 15 oktober 1997   |
| 161          | 4              | Harvest             | Matthew Penn        | I.C. Rapoport & René Balcer        | 29 oktober 1997   |
| 162          | 5              | Nullification       | Constantine Makris  | David Black                        | 5 november 1997   |
| 163          | 6              | Baby, It's You      | Ed Sherin           | Jorge Zamacona                     | 12 november 1997  |
| 164          | 7              | Blood               | Jace Alexander      | René Balcer & Craig Tepper         | 19 november 1997  |
| 165          | 8              | Shadow              | Matthew Penn        | Richard Sweren                     | 26 november 1997  |
| 166          | 9              | Burned              | Constantine Makris  | Siobhan Byrne                      | 10 december 1997  |
| 167          | 10             | Ritual              | Brian Mertes        | Kathy McCormick & Richard Sweren   | 17 december 1997  |
| 168          | 11             | Under the Influence | Adam Davidson       | René Balcer                        | 7 januari 1998    |
| 169          | 12             | Expert              | Lewis H. Gould      | David Shore & I.C. Rapoport        | 21 januari 1998   |
| 170          | 13             | Castoff             | Gloria Muzio        | David Black & Harold Schechter     | 28 januari 1998   |
| 171          | 14             | Grief               | Christopher Misiano | Suzanne Oshry                      | 4 februari 1998   |
| 172          | 15             | Faccia a Faccia     | Martha Mitchell     | René Balcer & Eddie Feldmann       | 25 februari 1998  |
| 173          | 16             | Divorce             | Constantine Makris  | Barry M. Schkolnick                | 4 maart 1998      |
| 174          | 17             | Carrier             | J. Ranelli          | David Black                        | 1 april 1998      |
| 175          | 18             | Stalker             | Richard Dobbs       | Kathy McCormick                    | 15 april 1998     |
| 176          | 19             | Disappeared         | David Platt         | Richard Sweren & William N. Fordes | 22 april 1998     |
| 177          | 20             | Burden              | Constantine Makris  | David Shore & I.C. Rapoport        | 24 april 1998     |
| 178          | 21             | Bad Girl            | Jace Alexander      | René Balcer & Richard Sweren       | 28 april 1998     |
| 179          | 22             | Damaged             | Constantine Makris  | Janis Diamond                      | 6 mei 1998        |
| 180          | 23             | Tabloid             | Brian Mertes        | David Black & Alec Baldwin         | 13 mei 1998       |
| 181          | 24             | Monster             | Ed Sherin           | René Balcer & Richard Sweren       | 20 mei 1998       |

## Seizoen 9 (1998-1999)
- In de eerste aflevering maken wij kennis met de nieuwe hulpofficier van justitie Abbie Carmichael die gespeeld wordt door Angie Harmon.
- In de laatste aflevering nemen wij afscheid van rechercheur Rey Curtis die gespeeld werd door Benjamin Bratt. Hij speelt nog een gastrol in de aflevering Fed van seizoen twintig.

| nr. in serie | nr. in seizoen | Titel           | Regisseur           | Schrijver(s)                                | Uitzenddatum      |
| ------------ | -------------- | --------------- | ------------------- | ------------------------------------------- | ----------------- |
| 182          | 1              | Cherished       | Ed Sherin           | Carl Nelson & Scott Tobin & Kathy McCormick | 23 september 1998 |
| 183          | 2              | DWB             | Constantine Makris  | René Balcer                                 | 7 oktober 1998    |
| 184          | 3              | Bait            | Lewis H. Gould      | David Shore & I.C. Rapoport                 | 14 oktober 1998   |
| 185          | 4              | Flight          | David Platt         | Richard Sweren & William N. Fordes          | 21 oktober 1998   |
| 186          | 5              | Agony           | Constantine Makris  | Kathy McCormick                             | 4 november 1998   |
| 187          | 6              | Scrambled       | Martha Mitchell     | Judith Hooper & Dick Teresi                 | 11 november 1998  |
| 188          | 7              | Venom           | Jace Alexander      | David Shore & I.C. Rapoport                 | 18 november 1998  |
| 189          | 8              | Punk            | Matthew Penn        | Richard Sweren & Matt Witten                | 25 november 1998  |
| 190          | 9              | True North      | Arthur W. Forney    | Ed Zuckerman                                | 9 december 1998   |
| 191          | 10             | Hate            | Constantine Makris  | René Balcer                                 | 6 januari 1999    |
| 192          | 11             | Ramparts        | Matthew Penn        | Kathy McCormick & Lynne E. Litt             | 13 januari 1999   |
| 193          | 12             | Haven           | David Platt         | David Shore & I.C. Rapoport                 | 10 februari 1999  |
| 194          | 13             | Hunters         | Richard Dobbs       | William N. Fordes & Gerry Conway            | 10 februari 1999  |
| 195          | 14             | Sideshow        | Ed Sherin           | René Balcer                                 | 17 februari 1999  |
| 196          | 15             | Disciple        | Martha Mitchell     | Kathy McCormick & Lynne E. Litt             | 24 februari 1999  |
| 197          | 16             | Harm            | Richard Dobbs       | René Balcer & Eddie Feldmann                | 3 maart 1999      |
| 198          | 17             | Shield          | Stephen Wertimer    | David Shore & I.C. Rapoport                 | 24 maart 1999     |
| 199          | 18             | Juvenile        | Lewis H. Gould      | Richard Sweren & Lynne E. Litt              | 14 april 1999     |
| 200          | 19             | Tabula Rasa     | Richard Dobbs       | Kathy McCormick & William N. Fordes         | 21 april 1999     |
| 201          | 20             | Empire          | Matthew Penn        | René Balcer & Robert Palm                   | 5 mei 1999        |
| 202          | 21             | Ambitious       | Christopher Misiano | Richard Sweren & Barry M. Schkolnick        | 12 mei 1999       |
| 203          | 22             | Admissions      | Jace Alexander      | William N. Fordes & Lynne E. Litt           | 19 mei 1999       |
| 204          | 23             | Refuge (deel 1) | Constantine Makris  | René Balcer                                 | 26 mei 1999       |
| 205          | 24             | Refuge (deel 2) | Constantine Makris  | René Balcer                                 | 26 mei 1999       |

## Seizoen 10 (1999-2000)
- In de eerste aflevering maken wij kennis met de nieuwe rechercheur Ed Green die gespeeld wordt door Jesse L. Martin.
- In de laatste aflevering nemen wij afscheid van de officier van justitie Adam Schiff die gespeeld werd door Steven Hill.
- In dit seizoen werd ook de spin-off Law & Order: Special Victims Unit gelanceerd.

| nr. in serie | nr. in seizoen | Titel                 | Regisseur           | Schrijver(s)                          | Uitzenddatum      |
| ------------ | -------------- | --------------------- | ------------------- | ------------------------------------- | ----------------- |
| 206          | 1              | Gunshow               | Ed Sherin           | René Balcer                           | 22 september 1999 |
| 207          | 2              | Killerz               | Constantine Makris  | Richard Sweren                        | 29 september 1999 |
| 208          | 3              | DNR                   | David Platt         | William N. Fordes                     | 6 oktober 1999    |
| 209          | 4              | Merger                | Stephen Wertimer    | Lynn Mamet                            | 13 oktober 1999   |
| 210          | 5              | Justice               | Matthew Penn        | William N. Fordes & Gerry Conway      | 10 november 1999  |
| 211          | 6              | Marathon              | Jace Alexander      | Richard Sweren & Matt Witten          | 17 november 1999  |
| 212          | 7              | Patsy                 | David Platt         | René Balcer & Lynne E. Litt           | 24 november 1999  |
| 213          | 8              | Blood Money           | Matthew Penn        | Barry Schindel                        | 1 december 1999   |
| 214          | 9              | Sundown               | Jace Alexander      | William N. Fordes & Krista Vernoff    | 15 december 1999  |
| 215          | 10             | Loco Parentis         | Constantine Makris  | Richard Sweren & Matt Witten          | 5 januari 2000    |
| 216          | 11             | Collision             | David Platt         | William N. Fordes & Gerry Conway      | 26 januari 2000   |
| 217          | 12             | Mother's Milk         | Richard Dobbs       | Lynn Mamet & Barry Schindel           | 9 februari 2000   |
| 218          | 13             | Panic                 | Constantine Makris  | Kathy McCormick & Matt Witten         | 16 februari 2000  |
| 219          | 14             | Entitled              | Ed Sherin           | Dick Wolf & René Balcer & Robert Palm | 18 februari 2000  |
| 220          | 15             | Fools for Love        | Christopher Misiano | Kathy McCormick & Lynne E. Litt       | 23 februari 2000  |
| 221          | 16             | Trade This            | Jace Alexander      | René Balcer & Barry Schindel          | 1 maart 2000      |
| 222          | 17             | Black, White and Blue | Constantine Makris  | Richard Sweren & Lynne E. Litt        | 22 maart 2000     |
| 223          | 18             | Mega                  | David Platt         | Lynn Mamet                            | 5 april 2000      |
| 224          | 19             | Surrender Dorothy     | Martha Mitchell     | Barry Schindel & Matt Witten          | 26 april 2000     |
| 225          | 20             | Untitled              | Jace Alexander      | Richard Sweren & Barry M. Schkolnick  | 3 mei 2000        |
| 226          | 21             | Narcosis              | Constantine Makris  | Kathy McCormick & Lynne E. Litt       | 10 mei 2000       |
| 227          | 22             | High & Low            | Richard Dobbs       | William N. Fordes & Gerry Conway      | 17 mei 2000       |
| 228          | 23             | Stiff                 | Jace Alexander      | René Balcer & Hall Powell             | 24 mei 2000       |
| 229          | 24             | Vaya Con Dios         | Christopher Misiano | René Balcer & Richard Sweren          | 24 mei 2000       |

## Seizoen 11 (2000-2001)
- In de eerste aflevering maken wij kennis met de nieuwe officier van justitie Nora Lewin die gespeeld wordt door Dianne Wiest.
- In de laatste aflevering nemen wij afscheid van de hulpofficier van justitie Abbie Carmichael die gespeeld werd door Angie Harmon.

| nr. in serie | nr. in seizoen | Titel                         | Regisseur          | Schrijver(s)                                 | Uitzenddatum     |
| ------------ | -------------- | ----------------------------- | ------------------ | -------------------------------------------- | ---------------- |
| 230          | 1              | Endurance                     | Constantine Makris | Matt Witten                                  | 18 oktober 2000  |
| 231          | 2              | Turnstile Justice             | Richard Dobbs      | Barry Schindel                               | 25 oktober 2000  |
| 232          | 3              | Dissonance                    | Lewis H. Gould     | Wendy Battles                                | 1 november 2000  |
| 233          | 4              | Standoff                      | Jace Alexander     | P.K. Todd                                    | 8 november 2000  |
| 234          | 5              | Return                        | Stephen Wertimer   | Aaron Zelman                                 | 25 november 2000 |
| 235          | 6              | Burn, Baby, Burn              | David Platt        | Richard Sweren                               | 22 november 2000 |
| 236          | 7              | Amends                        | Matthew Penn       | William N. Fordes                            | 29 november 2000 |
| 237          | 8              | Thin Ice                      | Jace Alexander     | Bernard Goldberg                             | 20 december 2000 |
| 238          | 9              | Hubris                        | Constantine Makris | Kathy McCormick & Wendy Battles              | 10 januari 2001  |
| 239          | 10             | Whose Monkey Is It Anyway?    | Vincent Misiano    | William M. Finkelstein                       | 17 januari 2001  |
| 240          | 11             | Sunday in the Park with Jorge | James Quinn        | William M. Finkelstein                       | 24 januari 2001  |
| 241          | 12             | Teenage Wasteland             | Constantine Makris | Barry Schindel & Aaron Zelman                | 7 februari 2001  |
| 242          | 13             | Phobia                        | David Platt        | Kathy McCormick & Lynn Mamet & Wendy Battles | 14 februari 2001 |
| 243          | 14             | A Losing Season               | Jace Alexander     | Barry Schindel & Wendy Battles               | 21 februari 2001 |
| 244          | 15             | Swept Away                    | James Quinn        | William M. Finkelstein                       | 28 februari 2001 |
| 245          | 16             | Bronx Cheer                   | Richard Dobbs      | Richard Sweren & Wendy Battles               | 14 maart 2001    |
| 246          | 17             | Ego                           | James Quinn        | Wendy Battles                                | 21 maart 2001    |
| 247          | 18             | White Lie                     | Don Scardino       | Richard Sweren & Aaron Zelman                | 4 april 2001     |
| 248          | 19             | Whiplash                      | Richard Dobbs      | Matt Witten & Aaron Zelman                   | 18 april 2001    |
| 249          | 20             | All My Children               | David Platt        | Barry Schindel & Noah Baylin                 | 2 mei 2001       |
| 250          | 21             | Brother's Keeper              | Constantine Makris | René Balcer & Joe Gannon                     | 9 mei 2001       |
| 251          | 22             | School Daze                   | Richard Dobbs      | Dick Wolf                                    | 16 mei 2001      |
| 252          | 23             | Judge Dread                   | David Platt        | Richard Sweren & Aaron Zelman                | 23 mei 2001      |
| 253          | 24             | Deep Vote                     | Jace Alexander     | William N. Fordes & Matt Witten              | 23 mei 2001      |

## Seizoen 12 (2001-2002)
- In de eerste aflevering maken wij kennis met de nieuwe hulpofficier van justitie Serena Southerlyn die gespeeld wordt door Elisabeth Röhm.
- In de laatste aflevering nemen wij afscheid van Officier van Justitie Nora Lewin die gespeeld werd door Dianne Wiest.

| nr. in serie | nr. in seizoen | Titel                 | Regisseur          | Schrijver(s)                       | Uitzenddatum      |
| ------------ | -------------- | --------------------- | ------------------ | ---------------------------------- | ----------------- |
| 254          | 1              | Who Let the Dogs Out? | Don Scardino       | Kathy McCormick & Douglas Stark    | 26 september 2001 |
| 255          | 2              | Armed Forces          | Martha Mitchell    | Richard Sweren & Sean Jablonski    | 3 oktober 2001    |
| 256          | 3              | For Love or Money     | Constantine Makris | Wendy Battles & Sean Jablonski     | 10 oktober 2001   |
| 257          | 4              | Soldier of Fortune    | Richard Dobbs      | Barry Schindel                     | 24 oktober 2001   |
| 258          | 5              | Possession            | James Quinn        | Robert Palm                        | 31 oktober 2001   |
| 259          | 6              | Formerly Famous       | Richard Dobbs      | Wendy Battles & Marc Guggenheim    | 7 november 2001   |
| 260          | 7              | Myth of Fingerprints  | David Platt        | Eric Overmyer                      | 14 november 2001  |
| 261          | 8              | The Fire This Time    | David Platt        | David Black                        | 21 november 2001  |
| 262          | 9              | 3 Dawg Night          | Stephen Wertimer   | Richard Sweren & Aaron Zelman      | 28 november 2001  |
| 263          | 10             | Prejudice             | Ed Sherin          | Jill Goldsmith                     | 12 december 2001  |
| 264          | 11             | The Collar            | Matthew Penn       | Richard Sweren                     | 9 januari 2002    |
| 265          | 12             | Undercovered          | Jace Alexander     | Wendy Battles & Noah Baylin        | 16 januari 2002   |
| 266          | 13             | DR 1-102              | Richard Dobbs      | Marc Guggenheim & Aaron Zelman     | 30 januari 2002   |
| 267          | 14             | Missing               | David Platt        | Eric Overmyer & Matt Witten        | 6 februari 2002   |
| 268          | 15             | Access Nation         | Constantine Makris | Sean Jablonski & Terri Kopp        | 27 februari 2002  |
| 269          | 16             | Born Again            | Jace Alexander     | William N. Fordes                  | 6 maart 2002      |
| 270          | 17             | Girl Most Likely      | Steve Shill        | Lynn Mamet                         | 27 maart 2002     |
| 271          | 18             | Equal Rights          | James Quinn        | Terri Kopp                         | 3 april 2002      |
| 272          | 19             | Slaughter             | Constantine Makris | Rob Wright                         | 10 april 2002     |
| 273          | 20             | Dazzled               | Lewis H. Gould     | Eric Overmyer & Matt Witten        | 24 april 2002     |
| 274          | 21             | Foul Play             | Richard Dobbs      | Stuart Feldman                     | 1 mei 2002        |
| 275          | 22             | Attorney Client       | Matthew Penn       | Jill Goldsmith                     | 8 mei 2002        |
| 276          | 23             | Oxymoron              | Constantine Makris | Michael Harbert                    | 15 mei 2002       |
| 277          | 24             | Patriot               | David Platt        | William N. Fordes & Sean Jablonski | 22 mei 2002       |

## Seizoen 13 (2002-2003)
- In de eerste aflevering maken wij kennis met de nieuwe officier van justitie Arthur Branch die gespeeld wordt door Fred Thompson.

| nr. in serie | nr. in seizoen | Titel          | Regisseur                        | Schrijver(s)                        | Uitzenddatum     |
| ------------ | -------------- | -------------- | -------------------------------- | ----------------------------------- | ---------------- |
| 278          | 1              | American Jihad | Constantine Makris               | Aaron Zelman & Marc Guggenheim      | 2 oktober 2002   |
| 279          | 2              | Shangri-La     | Constantine Makris               | Michael S. Chernuchin               | 9 oktober 2002   |
| 280          | 3              | True Crime     | Martha Mitchell                  | Wendy Battles & Noah Baylin         | 16 oktober 2002  |
| 281          | 4              | Tragedy on Rye | David Platt                      | William N. Fordes                   | 30 oktober 2002  |
| 282          | 5              | The Ring       | Richard Dobbs                    | Michael S. Chernuchin               | 6 november 2002  |
| 283          | 6              | Hitman         | Richard Dobbs                    | Eric Overmyer                       | 13 november 2002 |
| 284          | 7              | Open Season    | Matthew Penn                     | Richard Sweren                      | 20 november 2002 |
| 285          | 8              | Asterisk       | Steve Shill                      | Terri Kopp                          | 27 november 2002 |
| 286          | 9              | The Wheel      | Richard Dobbs                    | Jill Goldsmith                      | 11 december 2002 |
| 287          | 10             | Mother's Day   | Jace Alexander                   | Janis Diamond                       | 8 januari 2003   |
| 288          | 11             | Chosen         | Ed Sherin                        | Michael S. Chernuchin               | 15 januari 2003  |
| 289          | 12             | Under God      | Gloria Muzio                     | Marc Guggenheim & Noah Baylin       | 5 februari 2003  |
| 290          | 13             | Absentia       | Martha Mitchell & Darnell Martin | Eric Overmyer                       | 12 februari 2003 |
| 291          | 14             | Star Crossed   | David Platt                      | Richard Sweren                      | 19 februari 2003 |
| 292          | 15             | Bitch          | Constantine Makris               | Michael S. Chernuchin & Roz Weinman | 26 februari 2003 |
| 293          | 16             | Suicide Box    | Matthew Penn                     | Aaron Zelman                        | 26 maart 2003    |
| 294          | 17             | Genius         | Jace Alexander                   | William N. Fordes                   | 2 april 2003     |
| 295          | 18             | Maritime       | Gloria Muzio                     | Wendy Battles                       | 17 april 2003    |
| 296          | 19             | Seer           | James Quinn                      | Jill Goldsmith                      | 23 april 2003    |
| 297          | 20             | Kid Pro Quo    | David Platt                      | Eric Overmyer & Roz Weinman         | 30 april 2003    |
| 298          | 21             | House Calls    | Jace Alexander                   | Janis Diamond                       | 7 mei 2003       |
| 299          | 22             | Sheltered      | Richard Dobbs                    | Terri Kopp                          | 14 mei 2003      |
| 300          | 23             | Couples        | David Platt                      | Lorenzo Carcaterra                  | 21 mei 2003      |
| 301          | 24             | Smoke          | Constantine Makris               | Dick Wolf                           | 21 mei 2003      |

## Seizoen 14 (2003-2004)
- Dit is het tweede seizoen waarin de cast niet gewijzigd is ten opzichte van het vorige seizoen.
- In de laatste aflevering nemen wij afscheid van hoofdrechercheur Lennie Briscoe die gespeeld werd door Jerry Orbach. Hij maakte hierna nog een aantal gastoptredens in de televisieserie Law & Order: Trial by Jury.

| nr. in serie | nr. in seizoen | Titel                      | Regisseur          | Schrijver(s)                                           | Uitzenddatum      |
| ------------ | -------------- | -------------------------- | ------------------ | ------------------------------------------------------ | ----------------- |
| 302          | 1              | Bodies                     | Constantine Makris | Michael S. Chernuchin & William N. Fordes              | 24 september 2003 |
| 303          | 2              | Bounty                     | Matthew Penn       | Michael S. Chernuchin                                  | 1 oktober 2003    |
| 304          | 3              | Patient Zero               | David Platt        | Wendy Battles                                          | 8 oktober 2003    |
| 305          | 4              | Shrunk                     | Jace Alexander     | Richard Sweren                                         | 22 oktober 2003   |
| 306          | 5              | Blaze                      | Gloria Muzio       | Marc Guggenheim & Aaron Zelman & Michael S. Chernuchin | 29 oktober 2003   |
| 307          | 6              | Identity                   | Jace Alexander     | Janis Diamond                                          | 5 november 2003   |
| 308          | 7              | Floater                    | Richard Dobbs      | Eric Overmyer                                          | 12 november 2003  |
| 309          | 8              | Embedded                   | Ed Sherin          | Craig Turk                                             | 19 november 2003  |
| 310          | 9              | Compassion                 | Constantine Makris | Roz Weinman                                            | 26 november 2003  |
| 311          | 10             | Ill-Conceived              | David Platt        | Aaron Zelman & Noah Baylin & Michael S. Chernuchin     | 3 december 2003   |
| 312          | 11             | Darwinian                  | Jace Alexander     | Marc Guggenheim                                        | 7 januari 2004    |
| 313          | 12             | Payback                    | Constantine Makris | Lorenzo Carcaterra                                     | 14 januari 2004   |
| 314          | 13             | Married with Children      | Richard Dobbs      | Wendy Battles & William N. Fordes                      | 4 februari 2004   |
| 315          | 14             | City Hall                  | Gloria Muzio       | Richard Sweren & Marc Guggenheim                       | 11 februari 2004  |
| 316          | 15             | Veteran's Day              | David Platt        | Noah Baylin                                            | 18 februari 2004  |
| 317          | 16             | Can I Get a Witness?       | Don Scardino       | Aaron Zelman                                           | 25 februari 2004  |
| 318          | 17             | Hands Free                 | Gloria Muzio       | Janis Diamond                                          | 3 maart 2004      |
| 319          | 18             | Evil Breeds                | Constantine Makris | Barry Schindel & Noah Baylin                           | 24 maart 2004     |
| 320          | 19             | Nowhere Man                | Martha Mitchell    | William N. Fordes                                      | 31 maart 2004     |
| 321          | 20             | Everybody Loves Raimondo's | Richard Dobbs      | Richard Sweren & Lorenzo Carcaterra                    | 14 april 2004     |
| 322          | 21             | Vendetta                   | David Platt        | Michael S. Chernuchin & David Nahmod                   | 21 april 2004     |
| 323          | 22             | Gaijin                     | Jace Alexander     | Wendy Battles                                          | 28 april 2004     |
| 324          | 23             | Caviar Emptor              | Richard Dobbs      | Roz Weinman                                            | 12 mei 2004       |
| 325          | 24             | C.O.D.                     | Matthew Penn       | Richard Sweren & Marc Guggenheim                       | 19 mei 2004       |

## Seizoen 15 (2004-2005)
- In de eerste aflevering maken wij kennis met de nieuwe hoofdrechercheur Joe Fontana die gespeeld wordt door Dennis Farina.
- In de aflevering Ain't No Love nemen wij afscheid van hulpofficier van justitie Serena Southerlyn die gespeeld werd door Elisabeth Röhm, haar rol wordt overgenomen door Annie Parisse als Alexandra Borgia in de aflevering Fluency.
- In de laatste vier afleveringen neemt Michael Imperioli als Nick Falco de rol over van rechercheur over van Jesse L. Martin die de televisieserie tijdelijk verliet voor een rol in de film Rent.
- In dit seizoen wordt ook de televisieserie Law & Order: Trial by Jury gelanceerd.

| nr. in serie | nr. in seizoen | Titel               | Regisseur          | Schrijver(s)                                  | Uitzenddatum      |
| ------------ | -------------- | ------------------- | ------------------ | --------------------------------------------- | ----------------- |
| 326          | 1              | Paradigm            | Matthew Penn       | Dick Wolf                                     | 22 september 2004 |
| 327          | 2              | The Dead Wives Club | David Platt        | Nick Santora                                  | 22 september 2004 |
| 328          | 3              | The Brotherhood     | Jean de Segonzac   | Wendy Battles & Alfredo Barrios jr.           | 29 september 2004 |
| 329          | 4              | Coming Down Hard    | Richard Dobbs      | Davey Holmes                                  | 6 oktober 2004    |
| 330          | 5              | Gunplay             | Constantine Makris | William N. Fordes & Lois Johnson              | 20 oktober 2004   |
| 331          | 6              | Cut                 | Richard Dobbs      | Wendy Battles                                 | 27 oktober 2004   |
| 332          | 7              | Gov Love            | Michael Pressman   | Richard Sweren & Ross Berger                  | 10 november 2004  |
| 333          | 8              | Cry Wolf            | Don Scardino       | Nick Santora & Lorenzo Carcaterra             | 17 november 2004  |
| 334          | 9              | All in the Family   | Jace Alexander     | William N. Fordes                             | 24 november 2004  |
| 335          | 10             | Enemy               | Richard Dobbs      | Alfredo Barrios jr.                           | 1 december 2004   |
| 336          | 11             | Fixed               | Ed Sherin          | Roz Weinman & Eric Overmyer                   | 8 december 2004   |
| 337          | 12             | Mammon              | Jace Alexander     | William N. Fordes & Douglas Stark             | 5 januari 2005    |
| 338          | 13             | Ain't No Love       | Paris Barclay      | Richard Sweren & Lois Johnson                 | 12 januari 2005   |
| 339          | 14             | Fluency             | Matthew Penn       | Nick Santora                                  | 19 februari 2005  |
| 340          | 15             | Obsession           | Constantine Makris | Wendy Battles & Alfredo Barrios jr.           | 9 februari 2005   |
| 341          | 16             | The Sixth Man       | David Platt        | Lois Johnson & Richard Sweren                 | 16 februari 2005  |
| 342          | 17             | License to Kill     | Constantine Makris | Richard Sweren & Stuart Feldman               | 23 februari 2005  |
| 343          | 18             | Dining Out          | Jean de Segonzac   | Davey Holmes                                  | 2 maart 2005      |
| 344          | 19             | Sects               | Richard Dobbs      | Frank Pugliese                                | 30 maart 2005     |
| 345          | 20             | Tombstone           | Eric Stoltz        | Rick Eid                                      | 13 april 2005     |
| 346          | 21             | Publish and Perish  | Constantine Makris | Tom Szentgyorgi                               | 20 april 2005     |
| 347          | 22             | Sport of Kings      | Michael Pressman   | Richard Sweren & Nick Santora & Wendy Battles | 4 mei 2005        |
| 348          | 23             | In God We Trust     | David Platt        | Richard Sweren                                | 11 mei 2005       |
| 349          | 24             | Locomotion          | Matthew Penn       | Roz Weinman                                   | 18 mei 2005       |

## Seizoen 16 (2005-2006)
- In de laatste aflevering nemen wij afscheid van Annie Parisse als hulpofficier van justitie Alexandra Borgia en van Dennis Farina als hoofdrechercheur Joe Fontana.
- Op het einde van het seizoen wordt de televisieserie Law & Order: Trial by Jury stopgezet na één seizoen gedraaid te hebben.

| nr. in serie | nr. in seizoen | Titel                | Regisseur          | Schrijver(s)                  | Uitzenddatum      |
| ------------ | -------------- | -------------------- | ------------------ | ----------------------------- | ----------------- |
| 350          | 1              | Red Ball             | Matthew Penn       | David Wilcox                  | 21 september 2005 |
| 351          | 2              | Flaw                 | Jean de Segonzac   | Chris Levinson                | 28 september 2005 |
| 352          | 3              | Ghosts               | Constantine Makris | Rick Eid                      | 5 oktober 2005    |
| 353          | 4              | Age of Innocence     | David Platt        | Davey Holmes                  | 12 oktober 2005   |
| 354          | 5              | Lifeline             | Rosemary Rodriguez | Greg Plageman                 | 19 oktober 2005   |
| 355          | 6              | Birthright           | Constantine Makris | David Slack                   | 2 november 2005   |
| 356          | 7              | House of Cards       | Michael Pressman   | Wendy Battles                 | 9 november 2005   |
| 357          | 8              | New York Minute      | Don Scardino       | Nicholas Wootton              | 16 november 2005  |
| 358          | 9              | Criminal Law         | Ed Sherin          | David Wilcox                  | 23 november 2005  |
| 359          | 10             | Acid                 | Michael Pressman   | Richard Sweren                | 30 november 2005  |
| 360          | 11             | Bible Story          | Rick Wallace       | Richard Sweren                | 7 december 2005   |
| 361          | 12             | Family Friend        | Jean de Segonzac   | Philippe Browning             | 11 januari 2006   |
| 362          | 13             | Heart of Darkness    | Richard Dobbs      | Carter Harris                 | 18 januari 2006   |
| 363          | 14             | Magnet               | Adam Bernstein     | David Black                   | 8 februari 2006   |
| 364          | 15             | Choice of Evils      | Michael Pressman   | David Wilcox                  | 1 maart 2006      |
| 365          | 16             | Cost of Capital      | Michael Watkins    | Rick Eid                      | 8 maart 2006      |
| 366          | 17             | America, Inc         | Jean de Segonzac   | Richard Sweren                | 22 maart 2006     |
| 367          | 18             | Thinking Makes It So | Tony Goldwyn       | Michael S. Chernuchin         | 29 maart 2006     |
| 368          | 19             | Positive             | Richard Dobbs      | Sonny Postiglione             | 5 april 2006      |
| 369          | 20             | Kingmaker            | Don Scardino       | David Slack                   | 3 mei 2006        |
| 370          | 21             | Hindsight            | Jean de Segonzac   | Chris Levinson                | 10 mei 2006       |
| 371          | 22             | Invaders             | Matthew Penn       | Richard Sweren & David Wilcox | 17 mei 2006       |

## Seizoen 17 (2006-2007)
- In de eerste aflevering maken wij kennis met Alana de la Garza als de nieuwe hulpofficier van justitie Connie Rubirosa en met Milena Govich als de nieuwe rechercheur Nina Cassady.
- In de laatste aflevering nemen wij ook weer afscheid van Milena Govich en van de Officier van Justitie Arthur Branch die gespeeld werd door Fred Thompson.

| nr. in serie | nr. in seizoen | Titel                   | Regisseur          | Schrijver(s)                      | Uitzenddatum      |
| ------------ | -------------- | ----------------------- | ------------------ | --------------------------------- | ----------------- |
| 372          | 1              | Fame                    | Jean de Segonzac   | Nicholas Wootton                  | 22 september 2006 |
| 373          | 2              | Avatar                  | Vincent Misiano    | David Slack                       | 29 september 2006 |
| 374          | 3              | Home Sweet              | Richard Dobbs      | Michael S. Chernuchin             | 6 oktober 2006    |
| 375          | 4              | Fear America            | Constantine Makris | Sonny Postiglione & Robert Nathan | 13 oktober 2006   |
| 376          | 5              | Public Service Homicide | Constantine Makris | Chris Levinson                    | 20 oktober 2006   |
| 377          | 6              | Profiteer               | Arthur W. Forney   | David Wilcox                      | 27 oktober 2006   |
| 378          | 7              | In Vino Veritas         | Tim Hunter         | David Wilcox                      | 3 november 2006   |
| 379          | 8              | Release                 | Michael Pressman   | Rick Eid & Nicholas Wootton       | 10 november 2006  |
| 380          | 9              | Deadlock                | Alex Chapple       | David Slack                       | 17 november 2006  |
| 381          | 10             | Corner Office           | Joan Stein Schimke | Rick Eid & Richard Sweren         | 8 december 2006   |
| 382          | 11             | Remains of the Day      | Constantine Makris | David Wilcox & Shiya Ribowsky     | 5 januari 2007    |
| 383          | 12             | Charity Case            | Michael Pressman   | Nicholas Wootton                  | 12 januari 2007   |
| 384          | 13             | Talking Points          | Matthew Penn       | Michael S. Chernuchin             | 2 februari 2007   |
| 385          | 14             | Church                  | Constantine Makris | Rick Eid                          | 9 februari 2007   |
| 386          | 15             | Melting Pot             | Jean de Segonzac   | Richard Sweren                    | 16 februari 2007  |
| 387          | 16             | Murder Book             | Constantine Makris | David Wilcox                      | 23 februari 2007  |
| 388          | 17             | Good Faith              | Sam Weisman        | David Slack                       | 30 maart 2007     |
| 389          | 18             | Bling                   | Karen Gaviola      | Matthew McGough                   | 6 april 2007      |
| 390          | 19             | Fallout                 | Constantine Makris | Sonny Postiglione                 | 27 april 2007     |
| 391          | 20             | Captive                 | Michael Watkins    | Richard Sweren                    | 4 mei 2007        |
| 392          | 21             | Over Here               | Constantine Makris | William N. Fordes                 | 11 mei 2007       |
| 393          | 22             | The Family Hour         | Matthew Penn       | Richard Sweren & David Slack      | 18 mei 2007       |

## Seizoen 18 (2007-2008)
- In de eerste aflevering maken wij kennis met Jeremy Sisto die de nieuwe rechercheur Cyrus Lupo speelt en met Linus Roache die de nieuwe eerste hulpofficier van justitie Michael Cutter speelt omdat Jack McCoy de nieuwe Officier van Justitie is geworden.
- In de aflevering Burn Card nemen wij afscheid van de hoofdrechercheur Ed Green die gespeeld werd door Jesse L. Martin en werd vervangen door Anthony Anderson als rechercheur Kevin Bernard.
- Seizoen achttien begon pas in januari 2008 vanwege de staking van de scenarioschrijvers in Hollywood en daarom telde dit seizoen maar achttien afleveringen.

| nr. in serie | nr. in seizoen | Titel               | Regisseur          | Schrijver(s)                         | Uitzenddatum     |
| ------------ | -------------- | ------------------- | ------------------ | ------------------------------------ | ---------------- |
| 394          | 1              | Called Home         | Allen Coulter      | René Balcer                          | 2 januari 2008   |
| 395          | 2              | Darkness            | Michael Dinner     | William N. Fordes & David Slack      | 2 januari 2008   |
| 396          | 3              | Misbegotten         | Michael Watkins    | David Wilcox & Stephanie Sengupta    | 9 januari 2008   |
| 397          | 4              | Bottomless          | Alex Chapple       | Ed Zuckerman                         | 16 januari 2008  |
| 398          | 5              | Driven              | Alan Taylor        | Richard Sweren & Gina Gionfriddo     | 23 januari 2008  |
| 399          | 6              | Political Animal    | Jean de Segonzac   | Ed Zuckerman & David Slack           | 30 januari 2008  |
| 400          | 7              | Quit Claim          | Jim McKay          | William N. Fordes & David Wilcox     | 6 februari 2008  |
| 401          | 8              | Illegal             | Constantine Makris | William N. Fordes & David Slack      | 13 februari 2008 |
| 402          | 9              | Executioner         | Constantine Makris | Richard Sweren & Gina Gionfriddo     | 20 februari 2008 |
| 403          | 10             | Tango               | Dean White         | Stephanie Sengupta                   | 27 februari 2008 |
| 404          | 11             | Betrayal            | Marc Levin         | Richard Sweren & Gina Gionfriddo     | 5 maart 2008     |
| 405          | 12             | Submission          | Constantine Makris | Ed Zuckerman                         | 12 maart 2008    |
| 406          | 13             | Angelgrove          | Darnell Martin     | David Wilcox & Stephanie Sengupta    | 19 maart 2008    |
| 407          | 14             | Burn Card           | Mario Van Peebles  | Ed Zuckerman & David Wilcox          | 23 april 2008    |
| 408          | 15             | Bogeyman            | Tim Hunter         | Richard Sweren & Gina Gionfriddo     | 30 april 2008    |
| 409          | 16             | Strike              | Marisol Torres     | William N. Fordes & David Slack      | 7 mei 2008       |
| 410          | 17             | Personae Non Gratae | John Coles         | Stephanie Sengupta & Matthew McGough | 14 mei 2008      |
| 411          | 18             | Excalibur           | Jim McKay          | René Balcer & Ed Zuckerman           | 21 mei 2008      |

## Seizoen 19 (2008-2009)
- Geen wijzigingen in de hoofdrolspelers.

| nr. in serie | nr. in seizoen | Titel                     | Regisseur          | Schrijver(s)                         | Uitzenddatum     |
| ------------ | -------------- | ------------------------- | ------------------ | ------------------------------------ | ---------------- |
| 412          | 1              | Rumble                    | Constantine Makris | Richard Sweren & Christopher Ambrose | 5 november 2008  |
| 413          | 2              | Challenged                | Fred Berner        | René Balcer & Ed Zuckerman           | 12 november 2008 |
| 414          | 3              | Lost Boys                 | Chris Zalla        | Richard Sweren & Gina Gionfriddo     | 19 november 2008 |
| 415          | 4              | Falling                   | Michael Watkins    | Stephanie Sengupta & Keith Eisner    | 26 november 2008 |
| 416          | 5              | Knock Off                 | Constantine Makris | Jonathan Rintels                     | 3 december 2008  |
| 417          | 6              | Sweetie                   | Mario Van Peebles  | Ed Zuckerman & Luke Schelhaas        | 10 december 2008 |
| 418          | 7              | Zero                      | Marisol Torres     | Ed Zuckerman & Luke Schelhaas        | 17 december 2008 |
| 419          | 8              | Chattel                   | Jim McKay          | William N. Fordes & Matthew McGough  | 7 januari 2009   |
| 420          | 9              | By Perjury                | Darnell Martin     | Richard Sweren & Christopher Ambrose | 14 januari 2009  |
| 421          | 10             | Pledge                    | Alex Chapple       | Richard Sweren & Gina Gionfriddo     | 21 januari 2009  |
| 422          | 11             | Lucky Stiff               | Marc Levin         | Ed Zuckerman & Matthew McGough       | 28 januari 2009  |
| 423          | 12             | Illegitimate              | Josh Marston       | Stephanie Sengupta & Keith Eisner    | 4 februari 2009  |
| 424          | 13             | Crimebusters              | Alex Chapple       | Richard Sweren & Gina Gionfriddo     | 11 februari 2009 |
| 425          | 14             | Rapture                   | Fred Berner        | Ed Zuckerman & Luke Schelhaas        | 18 februari 2009 |
| 426          | 15             | Bailout                   | Jean de Segonzac   | Richard Sweren & Christopher Ambrose | 11 maart 2009    |
| 427          | 16             | Take-Out                  | Jim McKay          | William N. Fordes & Keith Eisner     | 18 maart 2009    |
| 428          | 17             | Anchors Away              | Alex Chapple       | Ed Zuckerman & Matthew McGough       | 25 maart 2009    |
| 429          | 18             | Promote This!             | Michael Watkins    | Richard Sweren & Christopher Ambrose | 29 april 2009    |
| 430          | 19             | All New                   | Roger Young        | William N. Fordes & Keith Eisner     | 6 mei 2009       |
| 431          | 20             | Exchange                  | Ernest Dickerson   | Stephanie Sengupta                   | 13 mei 2009      |
| 432          | 21             | Skate or Die              | Norberto Barba     | Ed Zuckerman & Luke Schelhaas        | 20 mei 2009      |
| 433          | 22             | The Drowned and the Saved | Fred Berner        | Richard Sweren & Gina Gionfriddo     | 3 juni 2009      |

## Seizoen 20 (2009-2010)
- Geen wijzigingen in de hoofdrolspelers.
- Dit is voorlopig het laatste seizoen van deze televisieserie, in 2022 wordt deze serie met een andere bezetting weer voortgezet.

| nr. in serie | nr. in seizoen | Titel                     | Regisseur          | Schrijver(s)                                        | Uitzenddatum      |
| ------------ | -------------- | ------------------------- | ------------------ | --------------------------------------------------- | ----------------- |
| 434          | 1              | Memo from the Dark Side   | Fred Berner        | René Balcer & Keith Eisner                          | 25 september 2009 |
| 435          | 2              | Just a Girl in the World  | Marisol Torres     | Richard Sweren & Christopher Ambrose                | 2 oktober 2009    |
| 436          | 3              | Great Satan               | Michael Dinner     | Ed Zuckerman & Luke Schelhaas                       | 9 oktober 2009    |
| 437          | 4              | Reality Bites             | Constantine Makris | Ed Zuckerman & Luke Schelhaas                       | 16 oktober 2009   |
| 438          | 5              | Dignity                   | Jim McKay          | Richard Sweren & Julie Martin                       | 23 oktober 2009   |
| 439          | 6              | Human Flesh Search Engine | Darnell Martin     | Ed Zuckerman & Matthew McGough                      | 30 oktober 2009   |
| 440          | 7              | Boy Gone Astray           | Rose Troche        | René Balcer & Keith Eisner                          | 6 november 2009   |
| 441          | 8              | Doped                     | Mario Van Peebles  | Richard Sweren & Christopher Ambrose                | 6 november 2009   |
| 442          | 9              | For the Defense           | William Klayer     | Ed Zuckerman & Luke Schelhaas                       | 13 november 2009  |
| 443          | 10             | Shotgun                   | Roger Young        | Richard Sweren & Julie Martin                       | 20 november 2009  |
| 444          | 11             | Fed                       | Alex Chapple       | René Balcer & Keith Eisner                          | 11 december 2009  |
| 445          | 12             | Blackmail                 | Marc Levin         | Ed Zuckerman & Matthew McGough                      | 15 januari 2010   |
| 446          | 13             | Steel-Eyed Death          | Michael Pressman   | Richard Sweren & Christopher Ambrose & Julie Martin | 1 maart 2010      |
| 447          | 14             | Boy on Fire               | Rose Troche        | Ed Zuckerman & Matthew McGough                      | 1 maart 2010      |
| 448          | 15             | Brilliant Disguise        | Alex Chapple       | René Balcer & Keith Eisner                          | 8 maart 2010      |
| 449          | 16             | Innocence                 | Fred Berner        | Richard Sweren & Julie Martin                       | 15 maart 2010     |
| 450          | 17             | Four Cops Shot            | Jim McKay          | Ed Zuckerman & Luke Schelhaas & Matthew McGough     | 22 maart 2010     |
| 451          | 18             | Brazil                    | Jean de Segonzac   | René Balcer & Keith Eisner                          | 29 maart 2010     |
| 452          | 19             | Crashers                  | Darnell Martin     | Richard Sweren & Christopher Ambrose & Julie Martin | 3 mei 2010        |
| 453          | 20             | The Taxman Cometh         | Fred Berner        | Ed Zuckerman & William N. Fordes                    | 10 mei 2010       |
| 454          | 21             | Immortal                  | Jim McKay          | Richard Sweren & Julie Martin                       | 17 mei 2010       |
| 455          | 22             | Love Eternal              | William Klayer     | Ed Zuckerman                                        | 17 mei 2010       |
| 456          | 23             | Rubber Room               | René Balcer        | René Balcer                                         | 24 mei 2010       |

## Seizoen 21 (2022)
- De televisieserie is weer terug na de stopzetting in 2010.
- Sam Waterston als officier van justitie Jack McCoy en Anthony Anderson als rechercheur Kevin Bernard zijn als enige bekende nog te zien in deze afleveringen.

| nr. in serie | nr. in seizoen | Titel               | Regisseur         | Schrijver(s)                | Uitzenddatum     |
| ------------ | -------------- | ------------------- | ----------------- | --------------------------- | ---------------- |
| 457          | 1              | The Right Thing     | Jean de Segonzac  | Dick Wolf & Rick Eid        | 24 februari 2022 |
| 458          | 2              | Impossible Dream    | Michael Pressman  | Pamela Wechsler & Rick Eid  | 3 maart 2022     |
| 459          | 3              | Filtered Life"      | Milena Govich     | Art Alamo & Pamela Wechsler | 10 maart 2022    |
| 459          | 4              | Fault Lines         | Heather Cappiello | Pamela Wechsler & Art Alamo | 17 maart 2022    |
| 460          | 5              | Free Speech         | Alex Hall         | Rick Eid                    | 7 april 2022     |
| 461          | 6              | Wicked Game         | Alex Hall         | Pamela Wechsler & Art Alamo | 14 april 2022    |
| 462          | 7              | Legacy              | Sarah Boyd        | Pamela Wechsler             | 28 april 2022    |
| 463          | 8              | Severance           | Yangzom Brauen    | Art Alamo                   | 5 mei 2022       |
| 464          | 9              | The Great Pretender | Alex Hall         | Rick Eid & Pamela Wechsler  | 12 mei 2022      |
| 465          | 10             | Black and Blue      | Eriq La Salle     | Rick Eid                    | 19 mei 2022      |

## Bron
- (en) Bron afleveringen plus info